# Alexei Wsewolodowitsch Malaschenko
Alexei Wsewolodowitsch Malaschenko (russisch Алексей Всеволодович Малашенко, * 2. Februar 1951 in Moskau; † vor oder am 3. Januar 2023 ebenda) war ein führender russischer Orientalist, Islamwissenschaftler und Politikwissenschaftler.
Er galt als einer der anerkanntesten Experten zu den Themen Politik im Nordkaukasus, russisch-arabische Beziehungen, sowie Islam in Russland und in den GUS-Staaten und war Leitender Forscher am Primakov Institut für Weltwirtschaft und internationale Beziehungen der Russischen Akademie der Wissenschaften.

## Leben
Malaschenko hielt sich 1972 zum Erwerb von Sprachpraxis in Ägypten und Turkmenistan auf und schloss 1974 sein Studium der Geschichte am Institut der Länder Asiens und Afrikas der Lomonossow-Universität Moskau ab. In den Jahren 1974–1976 diente er bei den sowjetischen Streitkräften in Algerien als Militärübersetzer. Nach seinem Militärdienst kehrte er 1976 zur wissenschaftlichen Tätigkeit zurück und wurde Mitarbeiter des Instituts für Orientalistik der Akademie der Wissenschaften der UdSSR. Die in Algerien gesammelten praktischen Erfahrungen nutzte er für seine Dissertation zum Thema „Der Islam und die offizielle Ideologie Algeriens“, mit der er 1978 den akademischen Grad des Kandidaten der Geschichtswissenschaften erwarb.
Von 1979 bis 1980 war er Berater bei der Expedition der Akademie der Wissenschaften nach Libyen. Von 1982 bis 1986 gab Malaschenko die Zeitschrift „Probleme des Friedens und des Sozialismus“ heraus. Von 1986 bis 1999 leitete er den Bereich Religion am Institut für Orientalistik der Russischen Akademie der Wissenschaften, 1990 war er außerdem als Gastprofessor an der amerikanischen Colgate University tätig. 1995 verteidigte er seine Dissertation zur Erlangung des Doktorgrades der Geschichtswissenschaften zum Thema „Das Phänomen des Islams im politischen Leben der UdSSR und der GUS“. Von 1999 bis 2001 wurde Malaschenko zum führenden wissenschaftlichen Mitarbeiter seines Instituts an der Akademie.
Von 2000 bis 2006 hatte er eine Professur am Staatlichen Moskauer Institut für Internationale  Beziehungen inne, 2004 wurde er zum Professor für Politikwissenschaft berufen. Von 2007 bis 2008 lehrte er an der Wirtschaftshochschule Moskau. Von 2008 bis 2016 war er Mitglied des Wissenschaftlichen Rates des Moskau-Zentrums der Carnegie-Stiftung für Internationalen Frieden. Er war dort Berater des Programms „Religion, Gesellschaft und Sicherheit“. Von 2016 bis 2020 war er als Forschungsdirektor am Moskauer Dialogue of Civilizations Research Institute und gleichzeitig als Experte am Moskauer Zentrum der Carnegie-Stiftung tätig. Außerdem war er Mitglied des Expertenrats der staatlichen Nachrichtenagentur RIA Novosti.

## Werke
Malaschenko ist Autor und Herausgeber von 18 Büchern auf Russisch, Englisch, Französisch und Arabisch, darunter:
- Islam v SNG („Der Islam in der Gemeinschaft Unabhängiger Staaten“). Institut der Orientalistik der Russischen Akademie der Wissenschaften, Moskau, 1998.
- Islamskoe vozroždenie v sovremennoj Rossii („Islamische Wiederbelebung im modernen Russland“). Carnegie Center, Moskau, 1998.
- Islam na postsovetskom prostranstve: vzgljad iznutri („Der Islam im postsowjetischen Raum: ein Blick von innen“). Carnegie Center, Moskau, 2001.
- Islamskie orientiry Severnogo Kavkaza (Parallelsachtitel: “Islamic factor in the Northern Caucasus”). Carnegie Center, Moskau, 2001.
- Vremja Juga: Rossija v Čečne, Čečnja v Rossii („Zeit des Südens: Russland in Tschetschenien, Tschetschenien in Russland“) zusammen mit Dmitry Trenin. Moskau 2002. – Englische Übersetzung unter dem Titel “Russia's restless frontier: the Chechnya factor in post-Soviet Russia”. Carnegie Endowment for International Peace, Washington, 2004.[6]
- Islamskaja al'ternativa i islamistskij proekt („Islamische Alternative and Islamistisches Projekt“). Moskau 2006.
- Islam v Rossii: vzgljad iz regionov („Islam in Russland: ein Blick aus den Regionen“). Moskau 2007.
- Islam dlja Rossii („Islam für Russland“). Moskau 2007.
- Islam in Central Asia (zusammen mit Ludmila Polonskaya), Reading 2008.
- Moj islam („Mein Islam“). Moskau 2010. Nach Lev Simkin handelt es sich um eine „Liebeserklärung“ an den Islam.[7]